# 2MASS J14165987+5006258
SDSS J141659.78+500626.4 ist ein Brauner Zwerg im Sternbild Bärenhüter. Er wurde 2006 von Kuenley Chiu et al. entdeckt und gehört der Spektralklasse L5,5 an.